# Людина пітьми
«Людина пітьми» (англ. Darkman) — американський фантастичний бойовик 1990 року режисера Сема Реймі.

## Сюжет
Пейтон Вестлейк — учений, який відкрив спосіб виробництва синтетичної шкіри. Це може стати революцією у пересадці шкіри, за винятком однієї дрібниці; синтетична шкіра погіршується після 99 хвилин під впливом світла. Лиходій Роберт Дюрант і його люди проникають до лабораторії вченого Пейтона Вестлейка за документом, принесеним його коханою Джулією. У ньому містяться компромітивні дані, які можуть звинуватити бізнесмена Луїса Страка в корупції. Ґанґстери підривають лабораторію, а Пейтон ледь залишається в живих. Хоча вогонь і пошкодив його зовнішність, але не вплинув на його інтелект і амбіції. Він створює в уламках лабораторії маску з полімерів, яка може заміняти йому шкіру обличчя. Щоправда, вона має певний проміжок часу існування, після чого розпадається. Пейтон починає мстити ґанґстерам.

## У ролях
| Актор                   | Роль                              |
| ----------------------- | --------------------------------- |
| Ліам Нісон              | Пейтон Вестлейк / «Людина пітьми» |
| Френсіс Макдорманд      | Джулі Гастінгс                    |
| Ларрі Дрейк             | Роберт Дюрант                     |
| Колін Фрілз             | Луї Страк-молодший                |
| Нельсон Машіта          | Якітіто                           |
| Джессі Лоуренс Фергюсон | Едді Блек                         |
| Рафаель Х. Робледо      | Руді Гузман                       |
| Ден Гікс                | Скіп                              |
| Тед Реймі               | Рік                               |
| Ден Белл                | Смайлі                            |
| Брюс Кемпбелл           | Пейтон Вестлейк                   |
| Ніл Мак-Дона            | докер                             |
| Вільям Лустіг           | докер                             |
| Скотт Шпігель           | докер                             |
| Дженні Егаттер          | лікар                             |
| Джоел Коен              | водій oldsmobile                  |
| Ітан Коен               | пасажир oldsmobile                |
| Сем Реймі               | перехожий                         |

## Цікаві факти
- Джулію Гастінгс повинна була зіграти Джулія Робертс, але акторка віддала перевагу ролі у фільмі «Красуня».
- Після виходу фільму на екрані обговорювався проект створення на його основі телесеріалу, але ця ідея так і не була здійснена. Зате в 1992 році був знятий пілотний 30-хвилинний епізод серіалу, однак він також не потрапив на екрани.
- Роль Людини пітьми ледь не отримав Білл Пекстон.
- На роль Людини пітьми режисер хотів запросити свого друга Брюса Кемпбелла, який зіграв у його трилогії «Зловісні мерці». Проте продюсери відмовили режисерові. Тим не менш, Кемпбелл таки зіграв головного героя — у фінальній сцені саме він пішов геть, а не Ліам Нісон.
- Сем Реймі дуже хотів екранізувати комікс «Тінь», але не зміг отримати права. І тоді він придумав свою Людину пітьми. А «Тінь» через чотири роки переніс на екран Расселл Малкехі.
- Картина знімалася в Лос-Анджелесі (Каліфорнія, США).
- Режисера картини Семі Реймі можна помітити у ролі перехожого, за спиною жінки, яка кричить.

## Саундтрек
| Список треків | Список треків                      | Список треків |
| #             | Назва                              | Тривалість    |
| ------------- | ---------------------------------- | ------------- |
| 1.            | «Main Titles»                      | 1:38          |
| 2.            | «Woe, The Darkman...Woe»           | 6:09          |
| 3.            | «Rebuilding/Failure»               | 3:15          |
| 4.            | «Love Theme»                       | 0:55          |
| 5.            | «Julie Transforms»                 | 1:10          |
| 6.            | «Rage/Peppy Science»               | 1:36          |
| 7.            | «Creating Pauley»                  | 3:19          |
| 8.            | «Double Durante»                   | 1:49          |
| 9.            | «The Plot Unfolds (Dancing Freak)» | 7:01          |
| 10.           | «Carnival From Hell»               | 3:16          |
| 11.           | «Julie Discovers Darkman»          | 1:58          |
| 12.           | «High Steel»                       | 4:18          |
| 13.           | «Finale/End Credits»               | 3:40          |
| 40:03         |                                    |               |